# Gobernación de Monastir
La Gobernación de Monastir (en árabe: ولاية المنستير) es una de las veinticuatro gobernaciones de la República Tunecina. Se encuentra localizada en el este de Túnez, y posee costas en el mar Mediterráneo. Su ciudad capital es la ciudad de Monastir.

## Delegaciones con población en abril de 2014
- Bekalta 17,850
- Bembla 32,555
- Beni Hassen 13,869
- Jemmal 65,420
- Ksar Hellal 49,376
- Ksibet el-Médiouni 34,576
- Moknine 89,277
- Monastir 104,535
- Ouerdanine 21,814
- Sahline 27,449
- Sayada-Lamta-Bou Hajar 24,889
- Téboulba 37,485
- Zéramdine 29,733

## Territorio y población
Posee un territorio de 1.019 km² de superficie, en donde viven unas 479.520 personas (según cifras del censo realizado en el año 2014). La densidad poblacional de la Gobernación de Monastir es de 466,33 habitantes por cada kilómetro cuadrado de la misma.
- Datos: Q318102
- Multimedia: Monastir Governorate / Q318102